# Antro coricio
L'antro coricio è situato alle falde del Parnaso nella Focide, regione della Grecia centrale.
Una profonda gola divide le due rupi Fedriadi, e dentro vi scorre un torrente che al tempo delle piogge riversa cascate di acqua nel fiume Pleistos.

## La grotta
Dalla rupe orientale, detta anticamente Hyampea e oggi denominata Phlempukos scaturisce la fonte Castalia che si versa gorgogliando in una vasca scavata nella roccia davanti al peribolo del tempio dell'oracolo di Delfi, affinché lì potessero fare le abluzioni e purificarsi coloro che intendevano entrare nel tempio.
Nella rupe occidentale dell'acrocoro si trovava la grotta o antro coricio, in greco Κωρύκιον ἄντρον sacra a Pan e alle ninfe, ricca di figure formate dalle stalattiti, con un ingresso dell'altezza di circa due metri e mezzo, mentre all'interno è alta 34 metri e profonda 70 metri.
Si tramanda che questa era l'abitazione del mostro Tifone, in greco Τυφωεύς o Τυφώς o Τυφὰων o Τυφών, che volle contendere con Zeus il comando del mondo e per questo, privato dei tendini delle mani e dei piedi, fu gettato nell'antro.